# Bengt Aurelius
Bengt Olof Aurelius, född 12 maj 1874 i Åsbo socken, Östergötland, död 23 december 1955 i Stockholm, var en svensk prästman, tvillingbror till biskopen Erik Aurelius.

## Biografi
Aurelius blev student vid Uppsala universitet 1892 och prästvigdes efter teologiska studier 1897. Efter olika förordnanden blev han komminister i Oscars församling i Stockholm 1912, där han blev kvar till sin pensionering 1945. Vid sidan om prästgärningen ägnade sig Aurelius åt ett omfattande författarskap. Till flera av hans skrifter har hans många utlandresor lämnat stoff. 
Bland hans skrifter märks: Tankar och bilder i religiösa ämnen (1909–1910), Vandrande sägner (1912), Den stilla veckan (1916), Martin Luther (1917), Jul i prästgården (1918, ny upplaga 1923), Kyrkohistorisk läsning (1921). Tillsammans med H. Secher var han författare till Stockholms kyrkor i ord och bild (1914).